# Сельчиха
Сельчиха — река в России, протекает по Свердловской области. Устье реки находится в 324 км по правому берегу реки Пышма у д. Заречная. Длина реки составляет 14 км.

## Притоки
- Нежим
- Ларин Падун
- Крутая

## Данные водного реестра
По данным государственного водного реестра России относится к Иртышскому бассейновому округу, водохозяйственный участок реки — Пышма от Белоярского гидроузла и до устья, без реки Рефт от истока до Рефтинского гидроузла, речной подбассейн реки — Тобол. Речной бассейн реки — Иртыш.
Код объекта в государственном водном реестре — 14010502212111200007983.